# Monceau-le-Waast
Pour les articles homonymes, voir Monceau.
Monceau-le-Waast est une commune française située dans le département de l'Aisne, en région Hauts-de-France.

## Géographie
- 1Carte dynamique
- 2Carte OpenStreetMap
- 3Carte topographique
- 4Carte avec les communes environnantes

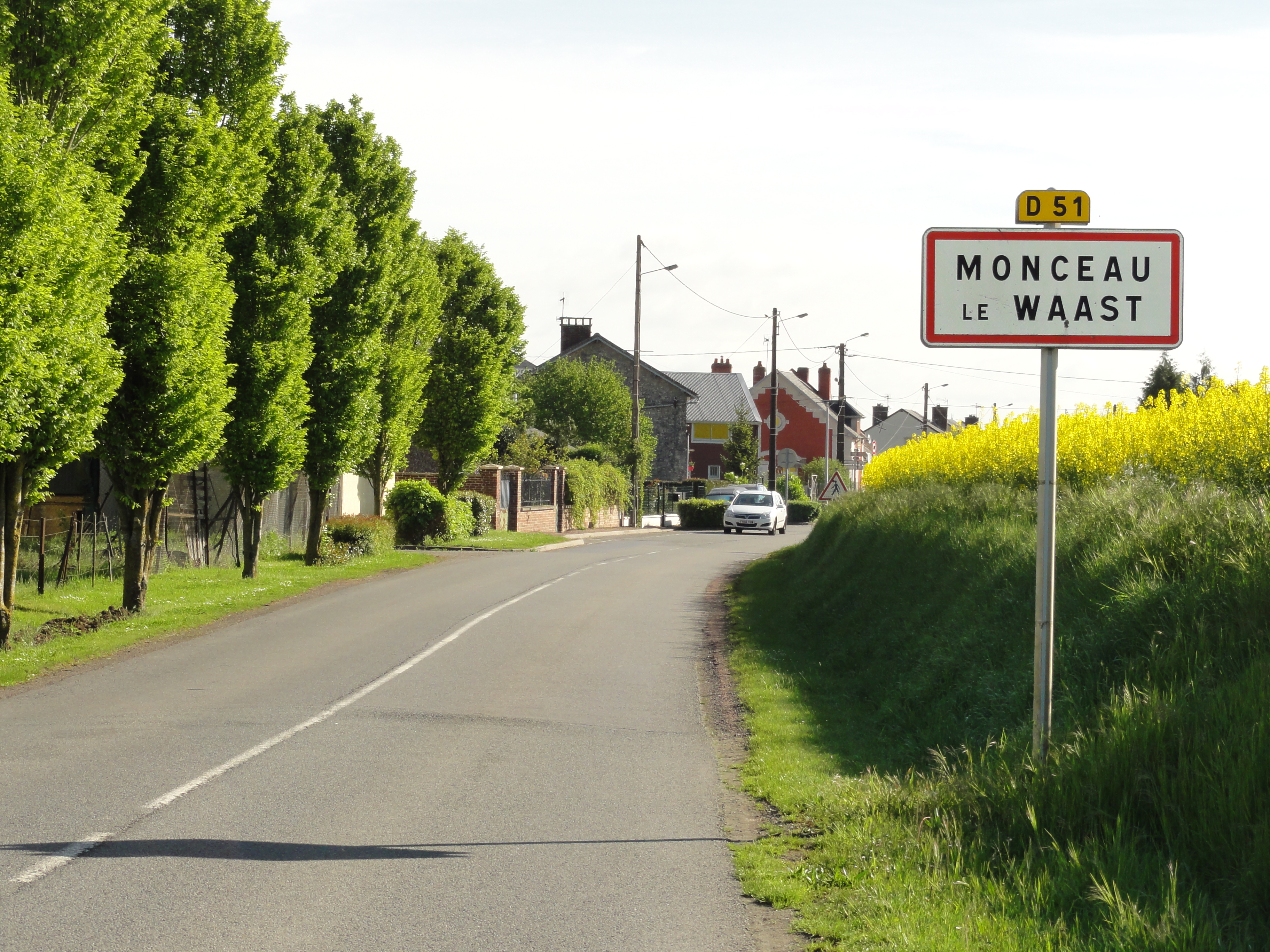
Entrée de Monceau-le-Waast.
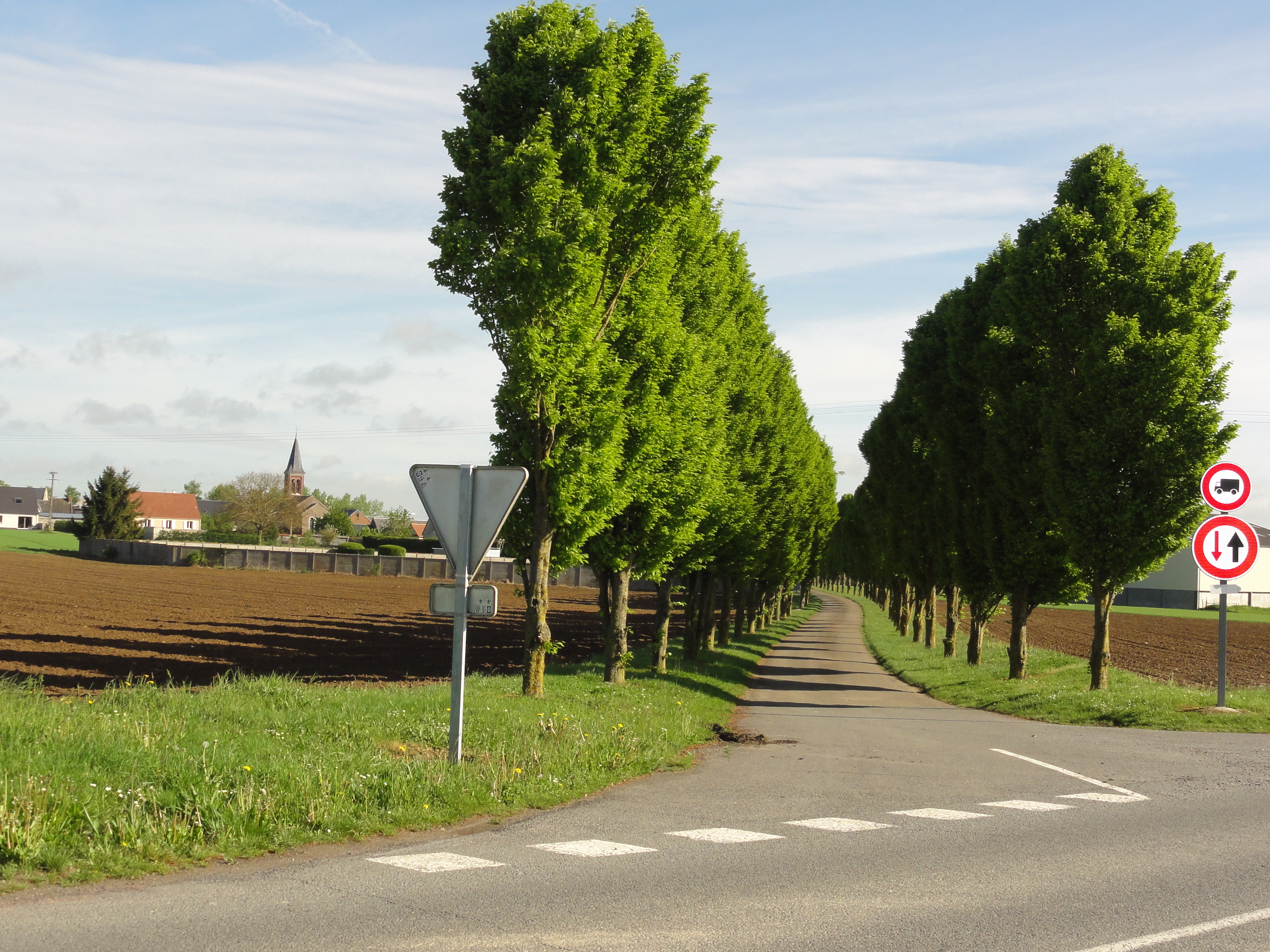
Vue du village.
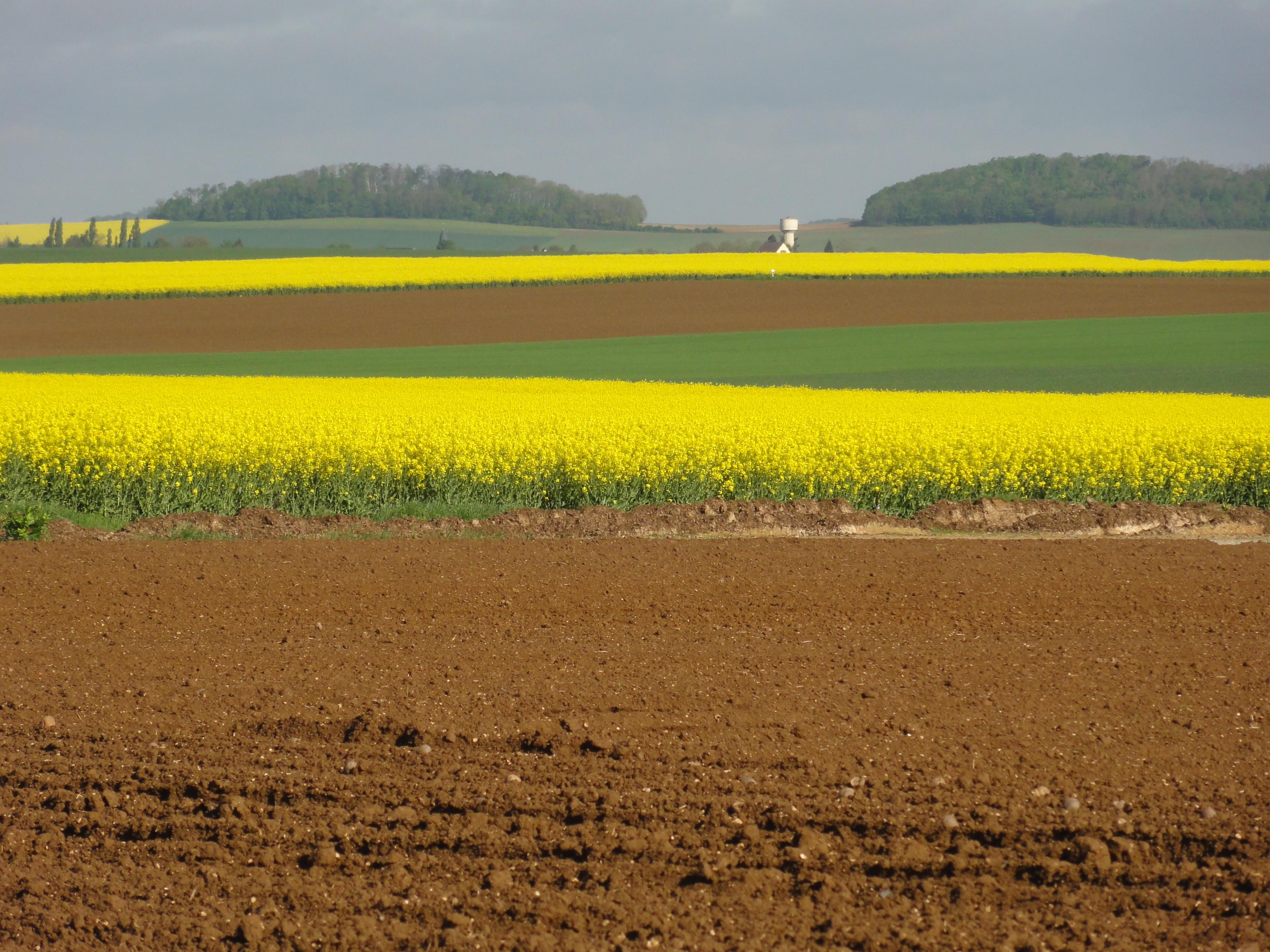
Paysage de printemps avec champs de colza.

### Hydrographie
La commune est située dans le bassin Seine-Normandie. Elle n'est drainée par aucun cours d'eau,.

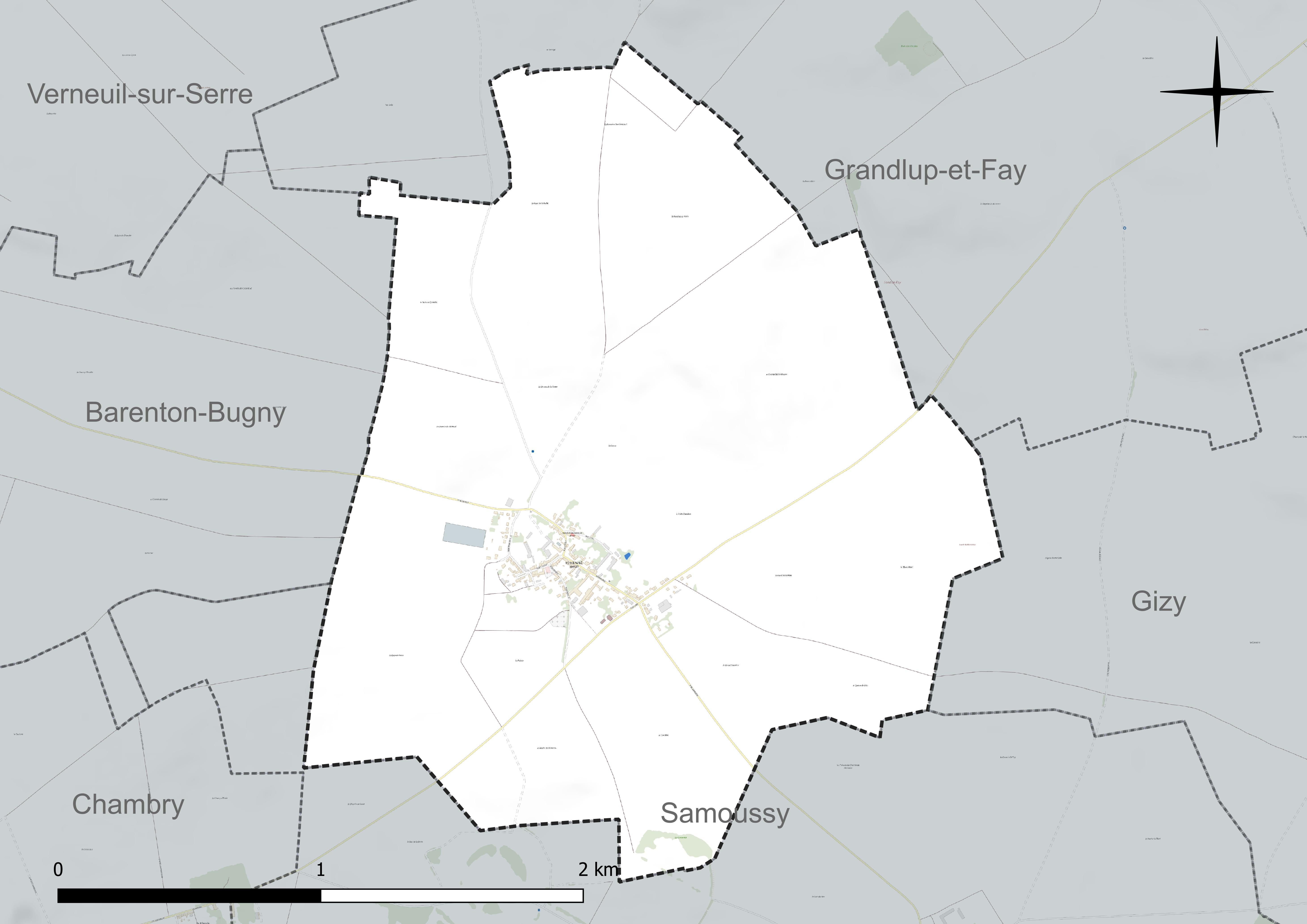
Réseau hydrographique de Monceau-le-Waast.

### Climat
Pour des articles plus généraux, voir Climat des Hauts-de-France et Climat de l'Aisne.
En 2010, le climat de la commune est de type climat océanique dégradé des plaines du Centre et du Nord, selon une étude du CNRS s'appuyant sur une série de données couvrant la période 1971-2000. En 2020, Météo-France publie une typologie des climats de la France métropolitaine dans laquelle la commune est exposée à un climat océanique altéré et est dans la région climatique Nord-est du bassin Parisien, caractérisée par un ensoleillement médiocre, une pluviométrie moyenne régulièrement répartie au cours de l'année et un hiver froid (3 °C).
Pour la période 1971-2000, la température annuelle moyenne est de 10,2 °C, avec une amplitude thermique annuelle de 15 °C. Le cumul annuel moyen de précipitations est de 713 mm, avec 11,4 jours de précipitations en janvier et 8,9 jours en juillet. Pour la période 1991-2020, la température moyenne annuelle observée sur la station météorologique la plus proche, située sur la commune de Gizy à 5 km à vol d'oiseau, est de 11,0 °C et le cumul annuel moyen de précipitations est de 724,1 mm,. Pour l'avenir, les paramètres climatiques de la commune estimés pour 2050 selon différents scénarios d'émission de gaz à effet de serre sont consultables sur un site dédié publié par Météo-France en novembre 2022.

## Urbanisme

### Typologie
Au 1er janvier 2024, Monceau-le-Waast est catégorisée commune rurale à habitat dispersé, selon la nouvelle grille communale de densité à 7 niveaux définie par l'Insee en 2022.
Elle est située hors unité urbaine. Par ailleurs la commune fait partie de l'aire d'attraction de Laon, dont elle est une commune de la couronne,. Cette aire, qui regroupe 106 communes, est catégorisée dans les aires de 50 000 à moins de 200 000 habitants,.

### Occupation des sols
L'occupation des sols de la commune, telle qu'elle ressort de la base de données européenne d'occupation biophysique des sols Corine Land Cover (CLC), est marquée par l'importance des territoires agricoles (94,1 % en 2018), une proportion sensiblement équivalente à celle de 1990 (94,2 %). La répartition détaillée en 2018 est la suivante : 
terres arables (94,1 %), zones urbanisées (5 %), espaces verts artificialisés, non agricoles (0,9 %).
L'évolution de l'occupation des sols de la commune et de ses infrastructures peut être observée sur les différentes représentations cartographiques du territoire : la carte de Cassini (XVIIIe siècle), la carte d'état-major (1820-1866) et les cartes ou photos aériennes de l'IGN pour la période actuelle (1950 à aujourd'hui).

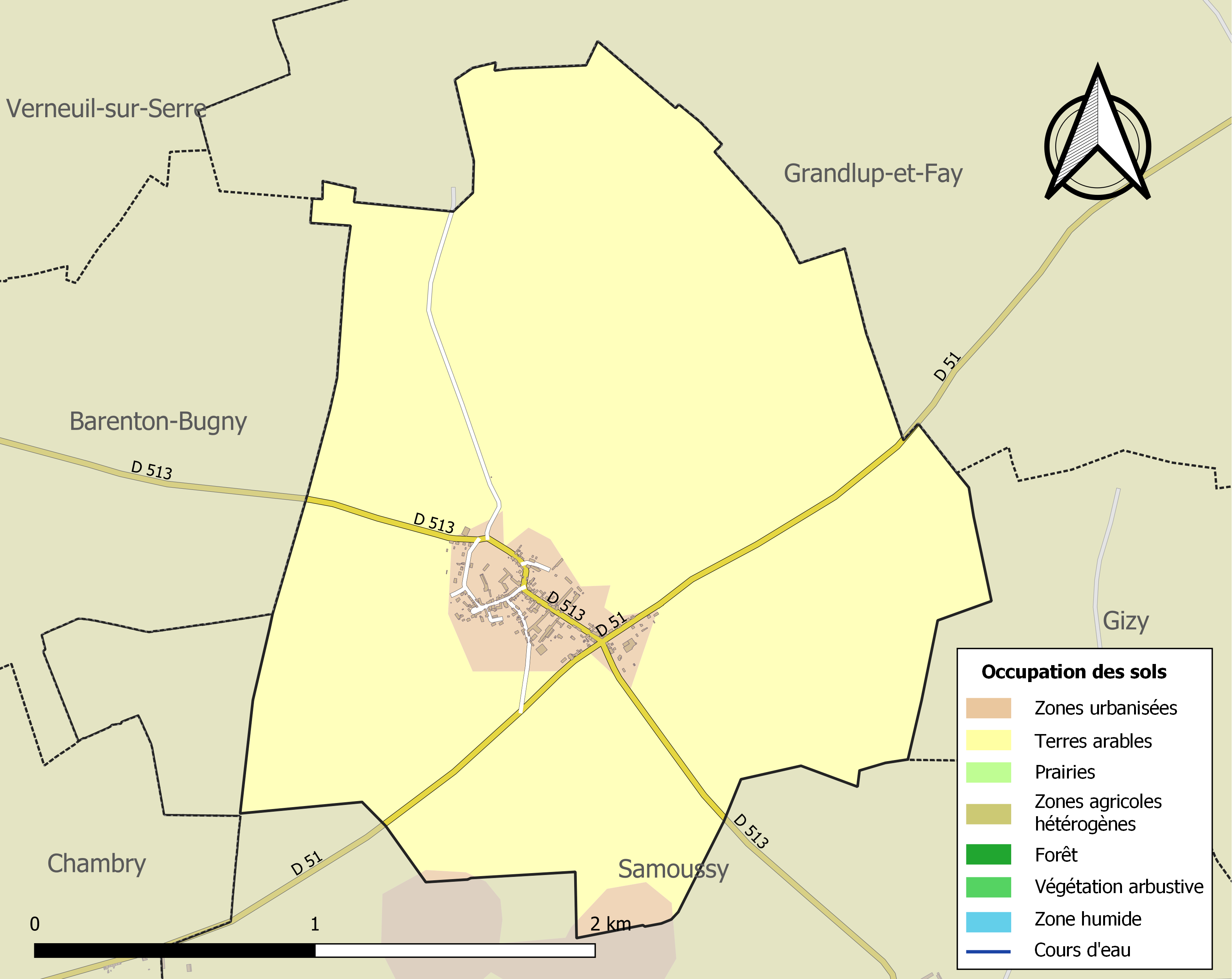
Carte de l'occupation des sols de la commune en 2018 (CLC).

## Toponymie
Le nom de la localité est attesté sous les formes Monciaus (1130) ; Moncelli-le-Waast (1220) ; Monciaus-le-Waast (1226) ; Moncelli-le-Wast (1256) ; Monceaux-le-Waast (1405) ; Monceaulx-le-Wast (1460) ; Monceaulz-le-Waast (1476) ; Monceaux-le-Vuast (1506) ; Monceaulx-le-Vast (1509) ; Monceaulx-l'Ouast (1513) ; Monceaux-Louaste (1536) ; Montceau-Louast (1602) ; Monceaux-les-Watz (1607) ; Montceau-les-Vuast (1648) ; Monceau-le-Vuast (1677) ; paroisse Saint-Laurent-de-Montceaup-le-Vuast, Monseau-le-Vaste (1693) ; Monceau-Leuvast (1710).
Monceau est une formation toponymique médiévale qui consiste en un appellatif employé de manière absolue, à savoir l'ancien français Moncel au sens de « colline », voire « élévation ». L'ancien français moncel est issu d'un hypothétique bas latin *monticellum.
Le Waast est issu de l'ancien picard wast, littéralement « terre gâtée » → « terre inculte, déserte ou infertile ». Ce mot est issu du gallo-roman WĀSTU, croisement entre le latin vāstus (> vaste, dévaster) et le germanique wōstī « vide, désolé, gâté » qui a également donné l'ancien français gast « terre inculte, déserte ou infertile, d'où gaster > gâter (l'anglais waste est issu de l'ancien normand identique au mot picard).

## Politique et administration

### Découpage territorial
La commune de Monceau-le-Waast est membre de la communauté de communes du Pays de la Serre, un établissement public de coopération intercommunale (EPCI) à fiscalité propre créé le 17 décembre 1992 dont le siège est à Crécy-sur-Serre. Ce dernier est par ailleurs membre d'autres groupements intercommunaux.
Sur le plan administratif, elle est rattachée à l'arrondissement de Laon, au département de l'Aisne et à la région Hauts-de-France. Sur le plan électoral, elle dépend du  canton de Marle pour l'élection des conseillers départementaux, depuis le redécoupage cantonal de 2014 entré en vigueur en 2015, et de la troisième circonscription de l'Aisne  pour les élections législatives, depuis le dernier découpage électoral de 2010.

### Administration municipale
| Période                                  | Période                   | Identité              | Étiquette | Qualité                                    |
| ---------------------------------------- | ------------------------- | --------------------- | --------- | ------------------------------------------ |
| Les données manquantes sont à compléter. |                           |                       |           |                                            |
| avant 1995                               | 2001                      | Jean-Jacques Aubert   | DVD       |                                            |
| mars 2001                                | 2008                      | Jean-Jacques Pierront |           |                                            |
| mars 2008                                | En cours (au 23 mai 2020) | Nicole Buirette       | DVD       | Retraitée Réélue pour le mandat 2020-2026, |

## Démographie
À partir du XXIe siècle, les recensements réels des communes de moins de 10 000 habitants ont lieu tous les cinq ans. Pour Monceau-le-Waast, cela correspond à 2008, 2013, etc. Les autres dates de « recensements » (2007, etc.) sont des estimations.
L'évolution du nombre d'habitants est connue à travers les recensements de la population effectués dans la commune depuis 1793. Pour les communes de moins de 10 000 habitants, une enquête de recensement portant sur toute la population est réalisée tous les cinq ans, les populations de référence des années intermédiaires étant quant à elles estimées par interpolation ou extrapolation. Pour la commune, le premier recensement exhaustif entrant dans le cadre du nouveau dispositif a été réalisé en 2008.

En 2022, la commune comptait 216 habitants, en stagnation par rapport à 2016 (Aisne : −1,97 %, France hors Mayotte : +2,11 %).
| 1793 | 1800 | 1806 | 1821 | 1831 | 1836 | 1841 | 1846 | 1851 |
| ---- | ---- | ---- | ---- | ---- | ---- | ---- | ---- | ---- |
| 210  | 181  | 207  | 272  | 283  | 271  | 281  | 282  | 257  |

| 1856 | 1861 | 1866 | 1872 | 1876 | 1881 | 1886 | 1891 | 1896 |
| ---- | ---- | ---- | ---- | ---- | ---- | ---- | ---- | ---- |
| 240  | 235  | 226  | 240  | 256  | 289  | 291  | 303  | 290  |

| 1901 | 1906 | 1911 | 1921 | 1926 | 1931 | 1936 | 1946 | 1954 |
| ---- | ---- | ---- | ---- | ---- | ---- | ---- | ---- | ---- |
| 274  | 301  | 270  | 210  | 267  | 315  | 346  | 318  | 304  |

| 1962 | 1968 | 1975 | 1982 | 1990 | 1999 | 2006 | 2008 | 2013 |
| ---- | ---- | ---- | ---- | ---- | ---- | ---- | ---- | ---- |
| 311  | 303  | 284  | 291  | 259  | 230  | 237  | 239  | 218  |

| 2018 | 2022 | - | - | - | - | - | - | - |
| ---- | ---- | - | - | - | - | - | - | - |
| 224  | 216  | - | - | - | - | - | - | - |

## Lieux et monuments
- Église Saint-Laurent.
- Monument aux morts.
- Porche d'une ferme, qui a servi de poste de commandement des Allemands.

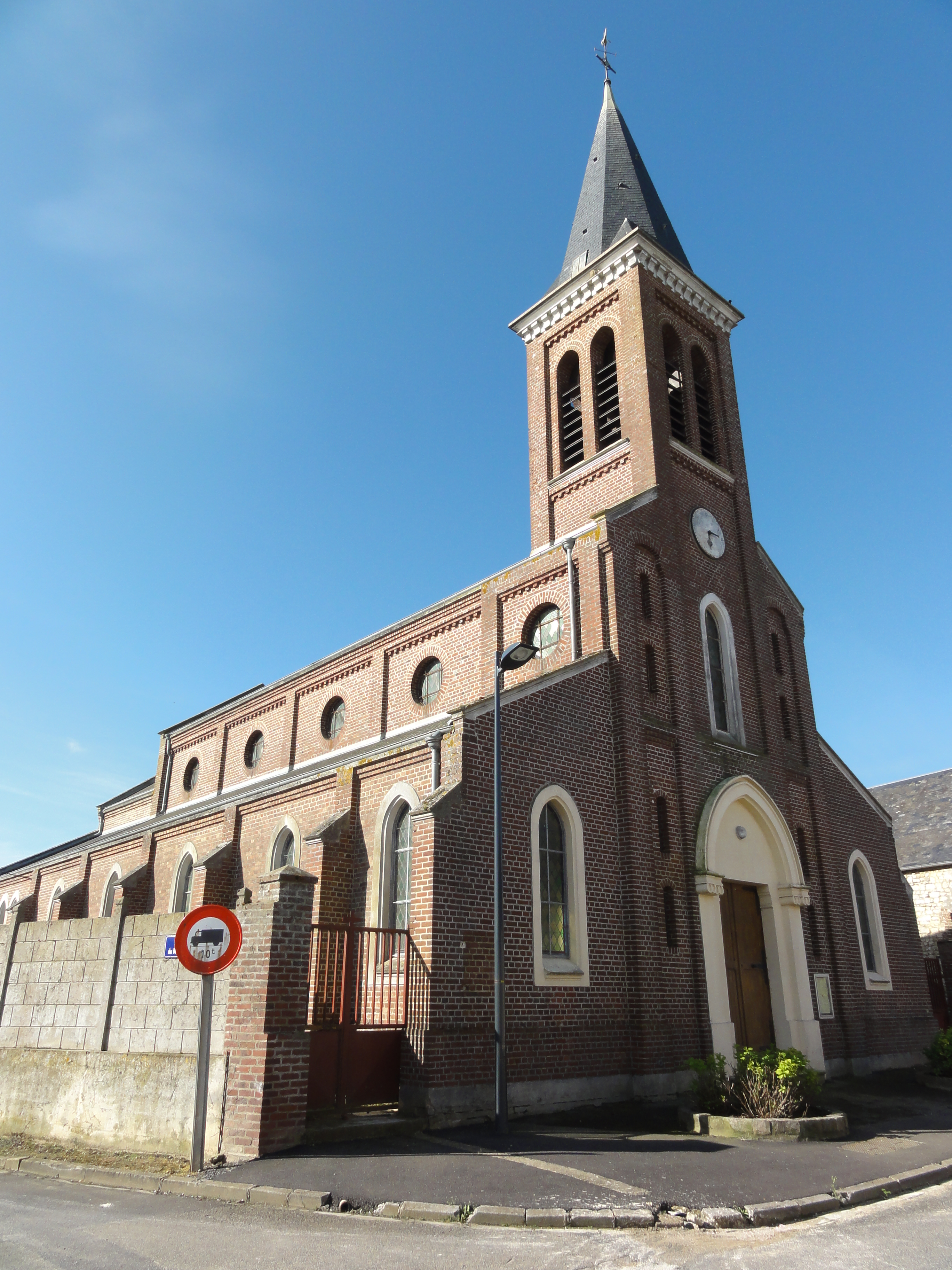
Église Saint-Laurent.
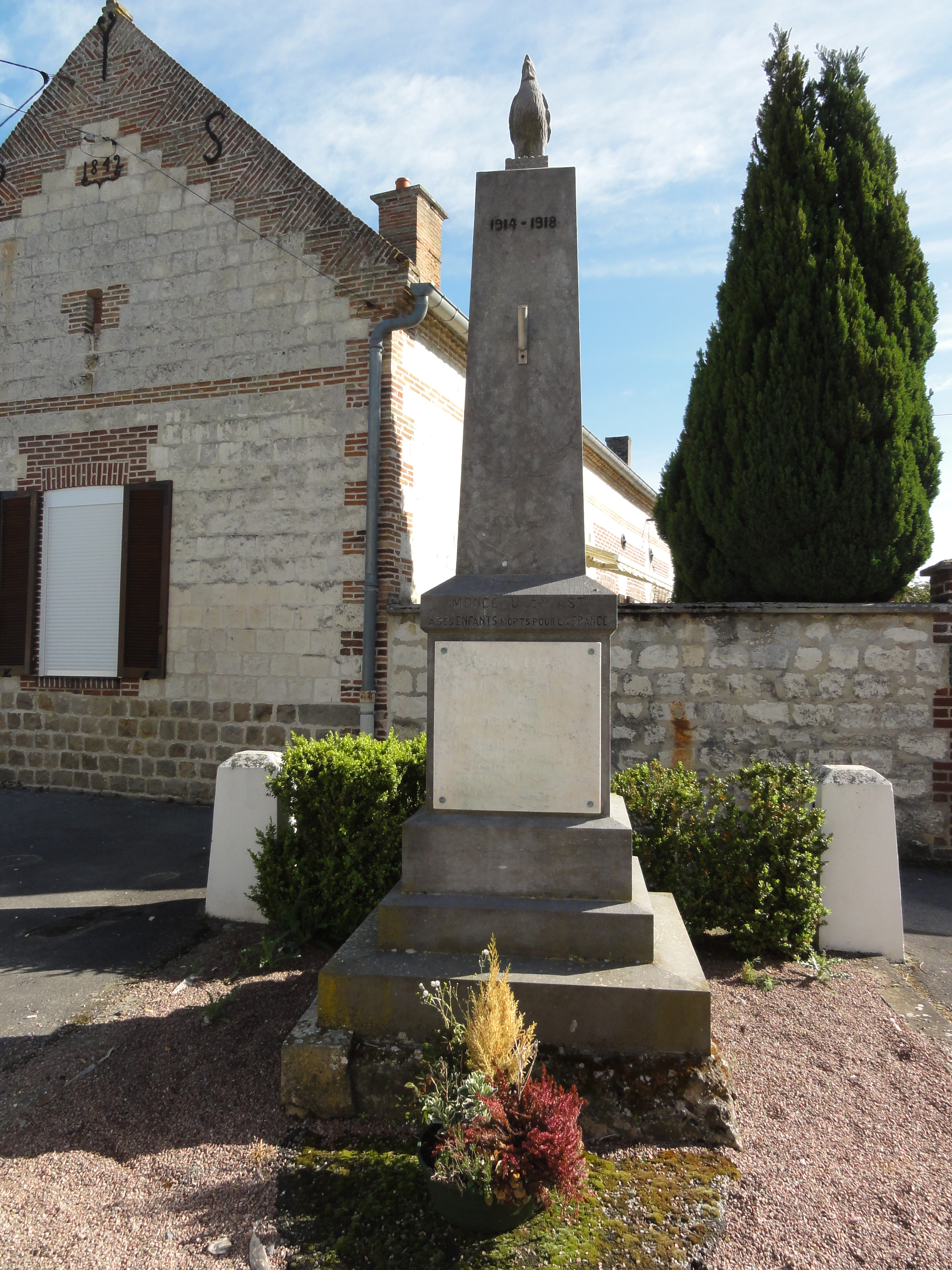
Monument aux morts.
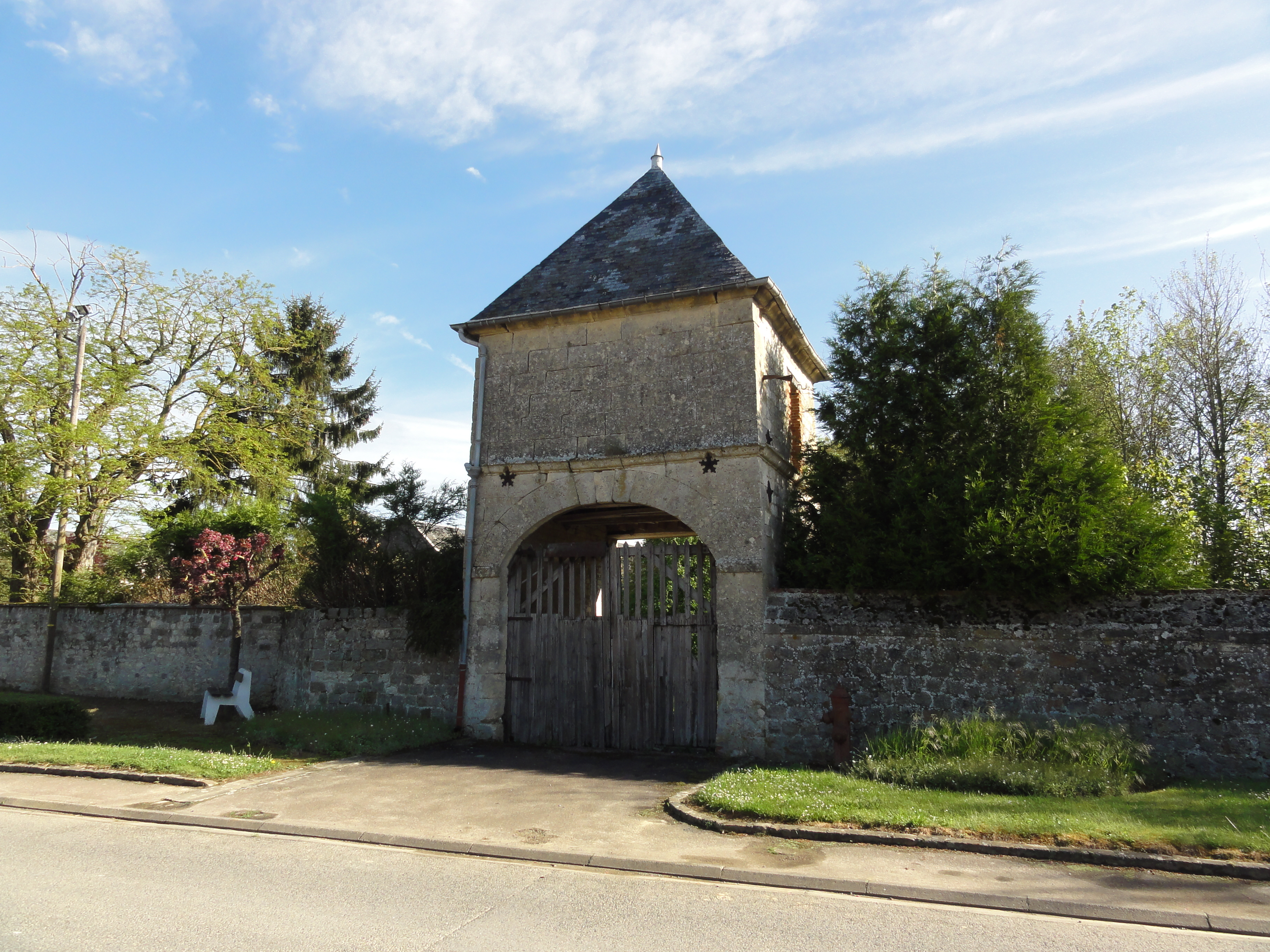
Porche de ferme, ancien poste de commandement des Allemands.